# Ниндзяго. Мастера Кружитцу
«Ниндзяго: Мастера Кружитцу» (англ. Ninjago: Masters of Spinjitzu) — фантастический мультсериал производства Дании и Канады, основанный на серии игрушек LEGO. Технически выполнен методом компьютерной анимации. Премьера пилотного эпизода состоялась на американском телеканале Cartoon Network 14 января 2011 года. Первые четыре эпизода — «Путь Ниндзя», «Золотое оружие», «Король теней» и «Орудия судьбы» впоследствии стали одним пилотным сезоном.
Мультсериал является мультижанровым, это приключенческий боевик с фантастическими и фэнтезийными элементами, при этом нередки всевозможные комедийные или даже драматические эпизоды, сам сеттинг основан на восточно-азиатской культуре вообще, и темах восточных единоборств и философии ниндзя в частности.
Сериал продолжался в течение более чем 10 лет, последний эпизод был показан 1 октября 2022 года. Первые четыре эпизода, которые впоследствии сформировали пилотный неномерной сезон, вышли 14 января 2011 года, затем последовали два 13-серийных сезона, которые транслировались с декабря 2011 года по ноябрь 2012 года. Успех этих двух сезонов и линейки сопутствующих товаров, таких как тематические наборы конструкторов Lego Ninjago позволил продолжить шоу, были выпущены ещё тринадцать сезонов, а также ряд специальных выпусков и полнометражный «Лего Фильм: Ниндзяго», вышедший в сентябре 2017 года.
Сериал производился в Копенгагене компанией Wil Film ApS в течение первых десяти сезонов. Начиная с одиннадцатого сезона производство было перенесено в WildBrain Studios в Канаде. 1 октября 2022 года на Netflix был выпущен последний эпизод заключительного 15-го сезона.
Первый сезон нового отдельного мультсериала по мотивам «Мастеров Кружитцу» под названием «Ниндзяго: Восстание драконов» стартовал 1 июня 2023 года. Он не является ни перезапуском, ни продолжением, хотя в его сюжете и появляются знакомые персонажи.

## Концепция
Lego Ninjago основан на серии ранних сборных моделей Lego Ninja, выпускавшихся в 1998-2000 гг., который, в свою очередь, входил в состав более обширной серии Lego Castle, включавшей около 260 наборов.
Компания LEGO совместно с продюсерами сериала разработали сеттинг, где основными стали персонажи, имеющие некоторые сходства с более ранними черепашками-ниндзя: четыре ученика-ниндзя, каждый со своим характером, под руководством мастера боевых искусств, противостоящие различным противникам от сезона к сезону.

## Мир сериала
В вымышленном мире Ниндзяго, основные события сосредоточены на жизни шести молодых ниндзя и их противостоянию силам зла с помощью своих навыков рукопашного боя и уникальных для каждого сил стихий. В эклектичном сеттинге сериала одновременно сочетаются исторические атрибуты азиатской культуры и мифические персонажи, такие как демоны-о́ни или драконы, вместе с футуристическими технологиями, транспортными средствами, архитектурой, и, к примеру, механическими экзокостюмами.

## Главные персонажи
- Ллойд Гармадон[англ.] (англ. Lloyd Garmadon; озвучивает Джиллиан Майклс (1-7 сезоны), Сэм Винсент (8-15 сезоны)) — зелёный ниндзя и мастер Энергии, лидер группы центральных персонажей-ниндзя. Сын Гармадона и племянник сенсея Ву. Владеет катаной или парой катан. Дебютирует в первом сезоне как озорной ребёнок, желающий стать военачальником, подобно отцу, но сенсей Ву наставляет его на путь добра. Ллойд взрослеет, закаляет характер и развивает лидерские качества на протяжении всего сериала, постепенно став опытным и зрелым ниндзя[11].
- Кай (англ. Kai; озвучивает Винсент Тонг) — красный ниндзя и мастер Огня. Как и Ллойд, владеет катаной или парой катан. Горячо предан своим друзьям и семье, готов на всё, чтобы защитить их. Может быть вспыльчивым, дерзким и опрометчивым. Имеет сильное чувство ответственности по отношению к своим друзьям. Старший брат Нии[12].
- Джей (англ. Jay; озвучивает Майкл Адамуэйт) — синий ниндзя и мастер Молний (по совместительству, сын предыдущего мастера Молнии, и поскольку его усыновила семья Уокер, он при рождении носил фамилию Гордон). Владеет нунчаками/кусаригамой. Технически подкованный, Джей изобретателен и сообразителен, обладает искромётным чувством юмора, при этом часто нервничает в сложных ситуациях, однако, как и другие ниндзя, очень предан друзьям, особенно своей девушке Ние[13].
- Зейн (англ. Zane; озвучивает Брент Миллер) — белый ниндзя и мастер Льда. Владеет сюрикенами/луком. Зейн умён и расчётлив, часто предоставляет друзьям нужную нетривиальную информацию, когда это необходимо. Является андроидом (или т.н. «ниндроидом»), сделанным из титана. Хотя ему не хватает социальных навыков, таких как чувство юмора и по натуре он предельно хладнокровен и логичен, дружба с другими ниндзя позволила ему усовершенствовать человеческие качества[14].
- Коул (англ. Cole; озвучивает Кирби Морроу (0-14 сезоны), Эндрю Фрэнсис (15 сезон)) — чёрный ниндзя и мастер Земли. Вооружён боевой косой/молотом. Первоначальный лидер ниндзя до становления Ллойда, рассудительный, обладающий твёрдым характером, он верен своим друзьям и семье[15].
- Ния (англ. Nya; озвучивает Келли Мецгер) — единственная девушка-ниндзя в команде, мастер Воды, младшая сестра Кая и девушка Джея. Владеет мечом/трезубцем. Изначально известная как Самурай X, Ния по ходу сериала становится настоящим ниндзя. Она обладает жёстким и решительным характером, хотя иногда может быть упрямой. Ния заботится о своих друзьях, часто принимая самые взвешенные решения и морально поддерживая остальных ниндзя. Кроме того, она опытный механик, часто проектирует и строит различные машины[16].
- П.И.В.В.Ж (англ. P.I.X.A.L. — Primary Interactive X-ternal Assistant Life-form; озвучивает Дженнифер Хэйворд) — ниндроид-девушка, присоединившаяся к команде ниндзя после общения с Зейном. Дебютирует в качестве помощницы своего создателя Сайруса Борга в третьем сезоне. В четвёртом сезоне её программу вынужденно загружают в систему Зейна в качестве искусственного интеллекта. В седьмом сезоне она тайно восстанавливает своё тело. П.И.В.В.Ж всегда оказывает незаменимую техническую поддержку ниндзя, кроме того, она очень привязана к Зейну[17].
- Сенсей Ву (англ. Sensei/Master Wu; озвучивает Пол Добсон) — старый и мудрый мастер единоборств, наставник и учитель ниндзя, который, благодаря наследию демонов о́ни в своём роду, живёт уже многие сотни лет. Ву — сын Первого мастера Кружитцу, брат Гармадона и дядя ниндзя Ллойда. Вооружён уникальным посохом своего отца и, несмотря на возраст, не уступает своим ученикам в боевых навыках и может постоять за себя[18].
- Лорд Гармадон (англ. Lord/Sensei Garmadon; озвучивает Марк Оливер) — отец Ллойда, старший брат сенсея Ву, и старший сын Первого мастера Кружитцу. Это неоднозначный персонаж, который от сезона к сезону играет в сюжете то отрицательную, то положительную роли. Благодаря влиянию демонов О́ни, Гармадон живёт бесконечно долго и обладает могущественными способностями. Является главным антагонистом первых двух сезонов. В конце второго сезона он переходит на сторону добра и становится наставником ниндзя и помощником Ву. В четвёртом сезоне он приносит себя в жертву и покидает мир Ниндзяго, однако оказывается воскрешённым в восьмом сезоне в своём наиболее злобном проявлении. Ниндзя удаётся одолеть Гармадона и заключить в тюрьму, однако впоследствии они будут вынуждены освободить его для помощи в борьбе с полчищами О́ни, ещё более могущественными врагами. После победы Гармадону позволяется уйти, но в заключительном сезоне он снова помогает ниндзя в их борьбе с врагами[19].

## Сезоны
| Сезон      | Название                                    | Серии | Серии | Даты показа      | Даты показа     |
| Сезон      | Название                                    | Серии | Серии | Первая серия     | Последняя серия |
| ---------- | ------------------------------------------- | ----- | ----- | ---------------- | --------------- |
| Пилотный   | «Путь ниндзя»                               | 4     | 4     | 14 января 2011   | 14 января 2011  |
| 1          | «Восстание Змей»                            | 13    | 13    | 2 декабря 2011   | 11 апреля 2012  |
| 2          | «Наследие Зелёного ниндзя»                  | 13    | 13    | 18 июля 2012     | 21 ноября 2012  |
| 3          | «Перезагрузка: Битва за Нью-Ниндзяго-Сити»  | 8     | 4     | 29 января 2014   | 16 апреля 2014  |
| 3          | «Перезагрузка: Падение Золотого Мастера»    | 8     | 4     | 13 июля 2014     | 26 ноября 2014  |
| 4          | «Турнир Стихий»                             | 10    | 10    | 23 февраля 2015  | 3 апреля 2015   |
| 5          | «Одержимость»                               | 10    | 10    | 29 июня 2015     | 10 июля 2015    |
| 6          | «Небесные границы»                          | 10    | 10    | 24 марта 2016    | 15 июля 2016    |
| Спецвыпуск | «День Ушедших»                              | 1     | 1     | 29 октября 2016  | 29 октября 2016 |
| 7          | «Руки Времени»                              | 10    | 10    | 15 мая 2017      | 26 мая 2017     |
| 8          | «Сыны Гармадона»                            | 10    | 10    | 16 апреля 2018   | 25 мая 2018     |
| 9          | «Загнанные»                                 | 10    | 10    | 11 августа 2018  | 25 августа 2018 |
| 10         | «Марш Они»                                  | 4     | 4     | 19 апреля 2019   | 19 апреля 2019  |
| 11         | «Тайны Запретного Кружитцу: Огненная глава» | 30    | 15    | 22 июня 2019     | 10 августа 2019 |
| 11         | «Тайны Запретного Кружитцу: Ледяная глава»  | 30    | 15    | 13 декабря 2019  | 1 февраля 2020  |
| 12         | «Высшая Империя»                            | 16    | 16    | 19 июля 2020     | 30 августа 2020 |
| 13         | «Мастер горы»                               | 16    | 16    | 13 сентября 2020 | 25 октября 2020 |
| Мини-сезон | «Остров»                                    | 4     | 4     | 7 марта 2021     | 14 марта 2021   |
| 14         | «Морские границы»                           | 16    | 16    | 4 апреля 2021    | 30 апреля 2021  |
| 15         | «Кристаллизованные»                         | 30    | 30    | 20 мая 2022      | 1 октября 2022  |

## Темы
Несмотря на то, что сериал носит по большей части развлекательный характер и изначально рассчитывается на детскую аудиторию, прежде всего мальчиков в возрасте 8-10 лет, в его сюжете поднимаются важные для любого возраста темы дружбы, взаимовыручки, воспитания силы воли, а также обыгрываются семейные отношения. Так, один из главных антагонистов сериала, Лорд Гармадон, по иронии судьбы является отцом лидера группы ниндзя Ллойда Гармадона и братом учителя ребят — сенсея Ву. При этом Гармадон представляет собой разрушительное начало, а Ву — созидательное. Тема борьбы света и тьмы вообще (с отсылками к концепции Инь и ян) является одной из доминирующих особенностей сюжета.
Сенсей Ву часто изображается как мудрый учитель, не только и не столько тренирующий ниндзя физически, сколько морально воспитывающий их. Обыгрывается преодоление внутренних психологических барьеров, которые мешают человеку в достижении его целей (в сюжете это называется обретением т.н. «истинного потенциала ниндзя»).
Важность слаженных совместных действий главных героев  — другая основополагающая тема сериала. Ведущий художник Кристофер Стэмп отмечает, что ниндзя несовершенны поодиночке, внезапное отсутствие любого из её членов нарушает равновесие, но в составе команды они дополняют друг друга и действуют гораздо эффективнее.

## Сюжет
Пилотный сезон (2011)
В незапамятные времена Первый Мастер Кружитцу при помощи четырёх орудий Кружитцу, таких могущественных артефактов, что никто не мог контролировать силу всех четырёх одновременно, создал мир Ниндзяго. Когда старый мастер умер, двое сыновей поклялись защищать Золотое оружие, но душой старшего из них — Гармадона — овладела тьма и он захотел обладать всем оружием. Братья сошлись в поединке. Лорд Гармадон был побеждён и отправлен в Преисподнюю. На остров вернулся покой, а младший брат, Ву, спрятал Золотое оружие в самых дальних уголках мира Ниндзяго, на их охрану поставил драконов, а карту с местонахождением оставил Кузнецу Рэю, отцу Кая и Нии.
Столетия спустя Ву нашёл четырёх храбрых Ниндзя — Коула, Джея, Кая и Зейна, которых он обучил искусству Кружитцу, чтобы те стали новыми хранителями могущественного оружия. Кай был последним, кого Ву призвал в свою команду. Впервые Ву встретился с Каем в кузнечной лавке его отца, когда Самукай и его армия скелетов похитили сестру Кая, Нию, и украли карту, указывающую, где спрятано Золотое оружие. За похищением стоял Лорд Гармадон, который подчинил себе Преисподнюю. Но душа Кая пылала жаждой справедливости. Он во что бы то ни стало хотел освободить Нию, поэтому отправился вслед за Ву, чтобы спасти свою сестру.
Ниндзя — Коул, Джей, Кай и Зейн — используют всё своё мастерство Ниндзя, чтобы победить армию скелетов и осваивают искусство Кружитцу. Хотя Ниндзя с успехом справились с непростой задачей — отыскать всё Золотое оружие, они стали жертвами хитроумного плана Лорда Гармадона, благодаря которому злодей смог открыть портал и сбежать из Преисподней в Тёмное измерение. Теперь он надеется однажды вернуться и овладеть всеми четырьмя видами Золотого оружия. Мир вновь воцарился на землях Ниндзяго. Четвёрка Ниндзя поклялась защищать Золотое оружие, предвидя возвращение Лорда Гармадона.
1 сезон. «Восстание змей» (2011-2012)
С исчезновением Лорда Гармадона из Преисподней в Ниндзяго воцарились мир и спокойствие, а жизнь ниндзя стала ленивой и размеренной. Гармадон тем временем прячется в тени, ожидая удобного случая, чтобы нанести решающий удар. В это время ниндзя знакомятся с юным сыном Гармадона, Ллойдом, который по своей беспечности подвергает остров Ниндзяго новой ужасной угрозе — нашествию древних Змеиных кланов. Предводитель Серпентинов, Пайтор, придумывает коварный план возрождения легендарного Великого Поглотителя — змея, способного пожирать всё на своём пути. Ниндзя придётся заглянуть внутрь себя, чтобы полностью раскрыть свой потенциал. Само существование Ниндзяго теперь под угрозой. Ниндзя приходится не только сражаться с нашествием Змеиных кланов, но и взять на себя воспитание Ллойда, к тому же становится известно, что именно он станет Зелёным Ниндзя из пророчества — могущественным воином, которому суждено победить Тёмного лорда в решающей битве между добром и злом.
По мере развития событий каждый из Ниндзя делают открытия о свойствах собственной личности — раскрывают свой истинный потенциал, что позволяет им овладеть силами стихий. Чтобы справиться с Великим Поглотителем, гигантской змеёй, которая может пожирать всё на своем пути, Ниндзя приходится положиться на помощь Лорда Гармадона, который обладает уникальной способностью использовать все четыре вида Золотого оружия. В конце концов, Лорд Гармадон исчезает, прихватив с собой Золотое оружие — то самое, которое необходимо ему, чтобы превратить Ниндзяго в его отражение.
2 сезон. «Наследие Зелёного ниндзя» (2012)
Лорду Гармадону удалось улизнуть вместе с Золотым оружием, и теперь он подчинил Серпентинов. Ниндзя в это время все свои силы бросают на подготовку юного Ллойда, которому предстоит в решающей битве проявить всё своё мастерство, чтобы победить Лорда Гармадона. Лорд Гармадон, мечтая заполучить небывалое могущество, отправляется в Золотые горы, чтобы превратить четыре вида Золотого оружия в одно оружие — орудие созидания — Мегаоружие.
Заполучив Мегаоружие, Лорд Гармадон возвращает к жизни пиратов во главе с капитаном Сото, создаёт злых двойников Ниндзя, препятствует победе Ниндзя в гонках «Ниндзяболл» и возрождает динозавра, которое охотится на Ниндзя — Грандла. Гармадон делал это, чтобы не дать Ллойду стать Зелёным Ниндзя. Во время борьбы с Грандалом завтрашний чай превращает Ллойда из ребёнка в юношу. Зелёному Ниндзя приходится пожертвовать своим детством и принять свою судьбу. Мегаоружие позволяет Лорду Гармадону отправиться назад во времени и попытаться помешать созданию команды Ниндзя. Ниндзя следуют за ним в прошлое и возвращают всё на свои места. Однако, кое-что всё же успевает произойти: Золотое оружие и Мегаоружие взрывом забрасывает в далёкий космос. Но Гармадон не сдаётся. И следующим его желанием было найти легендарный Тёмный Остров. Во время поисков Скейлз предаёт Лорда Гармадона, сбрасывая его с вертолёта, и становится королём Серпентинов.
Лорд Гармадон встречает на острове существо, которое зовёт себя Оверлордом. Ниндзя разбираются с ожившими каменными статуэтками, встречают маму Ллойда — Мисако, и побеждают гигантского каменного воина. Тем временем Скейлз решает погрузить Ниндзяго под землю, но время бурения натыкается на дверь с пророчеством. За ней оказывается гробница с каменной армией, которая оживает от яда Поглотителя. По велению четырёхрукого Лорда Гармадона из глубин поднимается таинственный Тёмный остров. Оверлорд отводит Гармадона к Небесным Часам, на которых находится Шлем Теней — предмет, позволяющий управлять непобедимым войском Оверлорда. При снятии Шлема начинается обратный отсчёт до последней битвы. Близится час решающей битвы, но Ллойд никак не может справиться с волнением и не хочет сражаться с собственным отцом. Единственный способ для Ниндзя победить каменных солдат — использовать силы стихий, которые можно получить в Храме света. Здесь Ниндзя становятся обладателями клинков стихий, а Ллойд получает силу Первого Мастера Кружитцу. Тем временем на Тёмном острове Лорд Гармадон строит из тёмной материи совершенное оружие — Гарматрон. Но Оверлорд уже готов претворить в жизнь свой коварный план: он вселился в Гармадона и встал во главе его армии. В решающей битве он будет противником Ллойда. Когда кажется, что уже всё потеряно, Ллойд находит в себе новые силы и превращается в Золотого Ниндзя. Он уничтожает Оверлорда и восстанавливает равновесие между добром и злом. Постепенно зло полностью исчезает из души Гармадона. С этого момента он становится добрым мастером Гармадоном. Но куда же делся Оверлорд?
3 сезон. «Перезагрузка» (2014)
Поражение, которое в Решающей битве нанёс Оверлорду Золотой Ниндзя, вернуло в Ниндзяго мир и положило начало техническому процветанию общества. Город Ниндзяго-Сити был отстроен заново и превратился в город будущего, объединив все стороны жизни в единое целое. Добро пожаловать в город Нью-Ниндзяго-Сити! Ниндзя обнаружили, что их героические подвиги стали никому не нужны. Тогда они начали преподавать искусство Ниндзя в Академии Ву, бывшей школе для плохишей. Но мирная жизнь зачастую всего лишь иллюзия. Во время одной из экскурсий в удивительную Башню Сайруса Борга, Ниндзя обнаружили, что Оверлорду удалось выжить в цифровой форме и спрятаться в виртуальной вселенной Сайруса Борга — Дидживёрсе. Его план заключался в том, чтобы сбежать из Дидживёрса при помощи Золотой силы Ллойда и захватить мир, став «Золотым мастером» из древнего пророчества.
Цифровой Оверлорд, подчинивший себе армию ниндроидов и превративший учёного Сайруса Борга в киборга, стал для города ещё большей угрозой, чем когда-либо. Увидев, что происходит, Ву позволил захватить себя в плен, чтобы Ниндзя могли уйти с техно-клинками — единственным оружием, которое способно перезагрузить систему, уничтожив тем самым Цифрового Оверлорда. Именно в это время Зейн повстречал П.И.В.В.Ж (Первичная, Интерактивная, Внешне-Вспомогательная Жизнеформа), андроида-ассистента Сайруса Борга, которая становится другом Зейна и союзником Ниндзя. Команде Ниндзя удалось разрушить электростанцию, питавшую ниндроидов энергией, но на помощь Цифровому Оверлорду приходит Пайтор Пи Чамсворт. Использовав электрокобрай, похищенных из аквариума, Пайтор возвращает ниндроидов к жизни. Враги захватывают Ллойда и почти всю его Золотую Энергию перекачивают в Оверлорда, чтобы осуществить его коварные планы.
В попытке спасти Ллойда и Ву и положить конец владычеству Оверлорда, герои отправляются в Дидживёрс. Им удаётся перезагрузить систему при помощи техно-клинков, но, к сожалению, они опоздали. Оверлорд уже успел сбежать в реальный мир. Ниндзя бесстрашно отправились в космос, чтобы не позволить ниндроидам заполучить Мегаоружие, в которое превратились осколки Золотого оружия. Но добиться успеха им не удалось. Вернувшись, они обнаружили, что Оверлорд стал Золотым мастером и ведёт свои войска к городу Нью-Ниндзяго-Сити. Когда все попытки Ниндзя остановить его провалились, Зейн пожертвовал собой, чтобы уничтожить физическую форму Оверлорда, но его дух остался жив.
4 сезон. «Турнир Стихий» (2015)
Когда Зейн пожертвовал собой, чтобы остановить Золотого мастера, сила Золотого оружия раскрыла новые способности Титанового Ниндзя. Высвободившаяся колоссальная энергия разрушила его тело и забросила Зейна в Дидживёрс. Только П.И.В.В.Ж. чувствовала эфемерное присутствие Зейна, или, по крайней мере, ей так показалось.
Гибель Зейна в битве против Золотого мастера стала для Ниндзя огромной потерей. Команда распалась. Когда Ллойд пытается вновь объединить Ниндзя, они получают загадочное приглашение на «Турнир стихий» на острове мастера Чена. Все Ниндзя заинтригованы такой таинственностью, но окончательно команда объединяется, когда получает намёк на то, что Зейн по-прежнему может быть жив. Они отправляются на далёкий остров мастера Чена и обнаруживают, что они не единственные потомки первых Мастеров Стихий. Под руководством Гармадона Ниндзя сражаются с другими мастерами, чтобы завоевать победу, но вскоре обнаруживают, что турнир является всего лишь прикрытием хитроумного заговора. Мастер Чен похищает силу стихий каждого поверженного бойца и надеется использовать его, чтобы превратить своих зависимых приспешников в армию безжалостных Анакондрай.
Надвигается новая война против Змеиных кланов. Ниндзя, оказавшиеся в ситуации, где невозможно понять, кто друг, а кто враг, должны найти союзников среди других мастеров стихий, чтобы положить конец коварным планам Чена. Несмотря на все их усилия, Чену удаётся превратить себя и своих приспешников в Анакондрай. Мастера Стихий сходятся в Коридоре старейшин в смертельном бою с Анакондрай и мастером Ченом. Отец Ллойда слишком хорошо запомнил последний урок, который преподал ему Чен: побеждать любой ценой. Поэтому он вызывает из заточения в Проклятом мире генералов Анакондрай, но тем самым отправляет в изгнание себя. Настоящие Серпентины, которым хватает одного взгляда, чтобы понять, что Чен и его приспешники просто притворяются Змеиным кланом, забирают наглецов с собой в Проклятый мир. Победа досталась Ниндзя слишком дорогой ценой. Они скорбят по Гармадону, который пожертвовал собой. Но Ниндзя ещё не знают, что тёмный дух через портал проник в мир Ниндзяго.
5 сезон. «Одержимость» (2015)
В тело Ллойда, оплакивающего гибель своего отца, вселяется призрак Морро — мастера Ветра и одного из первых учеников Ву. Ниндзя, которые боятся навредить Ллойду, оказываются бессильны перед Морро, когда тот похищает посох Ву. На посох нанесены три тайных знака, указывающих путь к гробнице Первого Мастера Кружитцу. Ву узнаёт, что, отыскав гробницу, Морро получит Кристалл Миров — реликвию, обладающую могущественной способностью разрывать ткань между мирами, — и впустит в мир Ниндзяго повелительницу Проклятого мира — Высочайшую. Оставшиеся Ниндзя, следуя тайным знакам, находят путь в Проклятый храм Янга и осваивают древнее искусство воздушного боя, Летуджитцу. И тут случается несчастье. Все Ниндзя должны были покинуть храм до восхода солнца, но Коул замешкался и был превращён в призрака. В это время Ния узнаёт, что её мать была мастером Воды и начинает тренироваться, чтобы раскрыть свой истинный потенциал, так как призраки погибают от воды. Ниндзя побывали в Облачном королевстве, там где монахи пишут судьбу каждого человека в Ниндзяго и не только, там же добывая Меч Святилища. Артефакт способен предугадывать и показывать на клинке следующие действия соперника. Позже Ниндзя нашли подводную Гробницу Первого Мастера Кружитцу и Кристалл миров. Однако в решающий момент Ронин похищает меч. В конце концов, Ниндзя добираются до гробницы Первого Мастера Кружитцу, освобождают Ллойда и восстанавливают команду. Однако Морро удаётся сбежать с Кристаллом Миров, поэтому всё, что Ниндзя могут сделать в этой ситуации, — готовиться к приходу Высочайшей. В городе Стикс Морро затягивает Ллойда в Проклятое королевство, где тот встречается со своим отцом. Гармадон объясняет сыну, что Высочайшая и есть Проклятое королевство, поэтому её необходимо уничтожить, чтобы спасти мир Ниндзяго. Ние удаётся раскрыть свой истинный потенциал, и Ниндзя сходятся в решающей битве с Высочайшей. Используя обретённую силу воды, Ния создаёт мощную волну, которая топит Высочайшую в море. Мастер Ву при помощи Кристалла Миров возвращает Ллойда обратно в мир Ниндзяго, и Ниндзя празднуют победу.
6 сезон. «Небесные границы» (2016)
Остановив вторжение призраков и самого Морро, Ниндзя приобрели большую популярность. Но тёмные силы снова угрожают острову Ниндзяго. Призрак Клауса, в прошлом правая рука Мастера Чена, неведомым образом покинув Царство мертвых, отыскал чайник Тайрана. Он позволил Надакхану, злому джинну и капитану пользующейся дурной славой «Фрегата злосчастья», высвободиться из чайника.
Собрав свою команду пиратов, Надакхан вернулся в свой родной мир и королевстве Джиндзяго и обнаружил его разрушающимся. Увидев эти разрушения, вызванные битвой Ниндзя с Высочайшей, Надакхан поклялся отомстить. Он модернизировал свой корабль, чтобы он мог летать, и начал готовиться к атаке. Теперь он и его команда — Небесные пираты. Он планирует воссоздать Джиндзяго в небесах с помощью частей острова Ниндзяго. На его пути встали Ниндзя, но каждого из них джинн испытал желаниями. Они поняли, что их желания обратились против них самих. Один за одним они попали в заточение в Джинн-клинок, а их энергия стала питать Надакхана, делая его сильнее. Надакхан видит Нию, которая выглядит в точности как его давно потерянная любовь Делара. Если у него получится жениться на Нии, это дарует джинну бесконечное количество желаний. Пока Надакхан планирует свадьбу, оставшиеся Ниндзя ищут яд Тигровой вдовы — единственное, что может замедлить всесильного джинна. А до тех пор, пока Джей не освободит своих друзей из Джинн-клинка, они не смогут помешать нежеланной свадьбе. Затем Ниндзя и их союзники использовали яд Тигровой вдовы. Надакхан был побеждён, а чары пали. Но в ходе сражения на Нию попал яд, и она смертельно отравилась. Убитый горем, Джей загадывает своё последнее желание. Он пожелал, чтобы Чайник Тайрана никогда не был найден.
Мир возвращается в то состояние, в котором он был в момент первой серии данного сезона, а Надакхан оказался вновь заточён в чайнике. Только Джей и Ния, уже ставшие парой, помнят о том, что случилось.
Спецвыпуск «День Ушедших» (2016)
В Ниндзяго готовятся отметить День Ушедших, во время которого принято вспоминать об умерших. В этот же день должно произойти лунное затмение Инь-Ян. Мастер Янг планирует сбежать из своего храма и хитростью заставляет Коула принести ему клинок Инь. Чтобы другие Ниндзя не пришли Коулу на помощь, Янг вселяет призраков побеждённых врагов Ниндзя в их собственные статуи. Оживлённые Самукай, Козу, Криптор, Чен и Морро распределяются, какого из Ниндзя им уничтожить и разделяются, только Морро решил помочь ниндзя и рассказать им об опасности. Как бы злодеям не хотелось, они не сумели одолеть Ниндзя и были повторно уничтожены. Создатель Летуджитцу создаёт разлом Возврата с помощью клинка Инь, но Коул мешает ему войти в него. В конце концов призрачный Ниндзя обретает новые силы и разрушает клинок Инь, снимая проклятие с учеников Янга и делая их свободными. Призрачный Ниндзя узнаёт предысторию Янга. Побеждённый сенсей признаётся Коулу, что всегда хотел бессмертия, чтобы никто не забыл его, но клинок не давал стать ему бессмертным не в теле призрака. Он отправляется с Коулом в портал, но в последний момент возвращается в храм, так как один призрак всегда должен быть в доме, на который наложено Проклятие Призрака. Коул проходит через разлом и становится человеком.
7 сезон. «Руки Времени» (2017)
Сэнсэй Ву внезапно решает посетить старый монастырь, который когда-то был сожжён серпентинами. При этом, он никому не объясняет причины такого поступка, а только говорит, что ему надо закончить один старый бой. В итоге оказывается, что сорок лет назад существовали так называемые «Руки Времени» — два брата, Акроникс и Кракс (близнецы), стихия которых — время. Близнецы активно участвовали в Войне Серпентинов, и были на стороне Ву, Гармадона и Мастеров Стихий. Однако, в войне они участвовали из-за того, что хотели после неё получить власть. Не получив желаемого, Акроникс и Кракс решили действовать против своих старых друзей. Акроникс, способный ускорять и замедлять время, а также Кракс, способный отматывать время назад, а то и вовсе ставить на паузу, искусно вели бой. Поняв, что в драке их не победить, Ву попросил Рэя и Майю (родителей Кая и Нии) выковать клинки времени из хроностали. В конце концов, Гармадон и Ву делают так, что силы Акроникса и Кракса оказываются в клинках времени. Открыв с их помощью вихрь времени, сами клинки туда же и попадают. Но Акроникс и Кракс не стали сдаваться, а прыгнули в вихрь за ними. После закрытия портала, портал открывается в лесу, откуда из него выходят клинок обратного хода и Кракс. Кракс не заметил клинок и ушёл, когда сам клинок нашли Рэй и Майя. Кракс не сдаётся, и в течение долгих лет придумывает план. Акроникс же возвращается через сорок лет как раз в монастырь, где его ждал Ву, так как видел этот момент в вихре времени в прошлом. После битвы, из портала выходит клинок ускорения времени. Заметив, что со временем явные проблемы, Ниндзя, которые в это время помогали убирать музей, отправляются прямо в монастырь. Тем временем, в битве между Акрониксом и Ву, Ву проигрывает из-за своей невнимательности, а потому висит над пропастью, держась за ветку. Также оказывается, что Акроникс нанёс ему удар времени, из-за чего Ву стал быстро стареть. К тому моменту прибывают Ниндзя на своём корабле. Выиграв бой и с ними, Акроникс спокойно уходит. Ниндзя находят Ву и помогают ему выбраться. Сам же Акроникс приходит в музей, где его ждёт Доктор Сондерс, куратор музея истории Ниндзяго Сити, но на самом деле он и есть Кракс. За сорок лет Кракс сумел вырастить багряную армию змей. Теперь цель братьев — дождаться возвращения оставшихся клинков, построить машину времени которую они называют Железной Гибелью и в конце концов получить полный контроль над временем. Планы Рук Времени осуществляются, и они отправляются в тот самый день 40 лет назад, когда Ву и Гармадон победили Кракса и Акроникса и лишили их сил времени. Они возвращаются чтобы выиграть давний бой и после завладеть Ниндзяго на многие годы. Но в прошлое за Руками Времени на драконе двух стихий прилетают Ния, Кай и Мастер Ву. Это был единственный способ добраться до клинка отматывающего время и спасти совершенно умирающего Мастера Ву. А во время нахождения последнего клинка времени, Акроникс нанёс удар времени и Рэю. Мастера Стихий принимают Кая и Нию за их родителей. Они помогают победить Руки Времени с помощью своих знаний о багряных воинах, с помощью найденного в прошлом клинка перемотки времени и с помощью дракона двух стихий. После того, как Кракс и Акроникс потерпели поражение Акроникс предлагает отправиться далеко в будущее, где нет Мастеров Стихий и никто не знает кто такие Руки Времени и после этого они отправляются в будущее, за ними снова летят Кай, Ния и исцелённый Мастер Ву. Во время полёта в Вихре времени в Железной гибели началось сражение Рук Времени с Каем, Нией и Ву. Кракс и Акроникс начали побеждать и вот-вот избавятся от Кая и Нии. Ву видел, как они пролетают настоящее и там Рей вот-вот умрёт. Мастеру Ву удалось вытащить клинок обратного хода времени из машины времени и перед тем, как Кай и Ния выпадут из Железной гибели, он бросает им клинок, они вылетают из Железной гибели и попадают обратно в Ниндзяго. Они спасают отца, но Мастер Ву остался сражаться с Руками Времени. Теперь Ллойд стал Мастером Ллойдом и сенсеем ниндзя, и он клянётся, что они бросят все силы чтобы найти Мастера Ву!
8 сезон. «Сыны Гармадона» (2018)
События происходят через год после того, как Ву и Близнецов Времени затянуло во временную воронку. Таинственные люди в масках крадут Маску Отмщения из Борг Индастриз. Ллойд пытается забрать у них маску. Один из воров был пойман и передан полиции. Остальным удается скрыться вместе с маской. У одного из них на парашюте Ллойд разглядел изображение своего отца Гармадона. Это — символика банды «Сыны Гармадона». Ниндзя узнают, что Сыны Гармадона охотятся за тремя масками Они. Ниндзя получают задание охранять императора Ниндзяго во время его публичного выступления. Там Ллойд влюбляется в нефритовую принцессу Харуми которую император и императрица когда-то удочерили. Императорская семья пригласила ниндзя во дворец, чтобы отблагодарить. Ниндзя охраняют дворец поскольку там хранится вторая маска Они. Тем временем Сыны Гармадона просят Ультрафиолет поучаствовать в нападении на дворец. В результате была украдена Маска Лжи и дворец подрывается вместе с императорской семьёй, но Харуми спасается с Ллойдом. Они с ниндзя улетают на летучем корабле. От Мистаке ниндзя узнают, что если объединить все три маски, то Сыны Гармадона смогут оживить Гармадона. Зейн и Коул пытаются внедриться в банду. Коула разоблачают и ловят, а Зейн смог втереться к ним в доверие. Коул освобождается и крадёт у Сынов Гармадона Малыша, которым оказался Ву. Зейна во время гонки с байкерами разоблачает Молчаливый — предводитель банды. Мистер Э побеждает Зейна и ставит ловушку. Выясняется, что Самурай Х — П.И.В. В. Ж. Ниндзя терпят крушение в Первозданном Оке — месте, где находится последняя маска. Ллойд и Харуми оказываются отделёнными от остальных ниндзя. Они добираются до храма Они, где находится Маска Ненависти. Ниндзя, в том числе и Ллойд, узнают, что Харуми — Молчаливый. Харуми забирает Маску Ненависти, и вся её банда захватывает летучий корабль и улетает в Ниндзяго-сити с Ллойдом на борту. Потом Харуми разбивает сердце Ллойду, говоря, что никогда не любила его. Ллойд воссоединяется с Мисако, которую захватили Сыны Гармадона, когда она отследила Ву. Харуми начинает церемонию призыва Гармадона из царства мертвых. Для этого ей понадобились волосы Мисако, Ллойда и заранее приготовленные волосы Ву. Но ниндзя прерывают церемонию, и все члены банды «Сыны Гармадона» попадают в тюрьму. Но оказалось, что Гармадон всё же ожил. Он освобождает Харуми и её банду. Ллойд предательски запирает друзей и в одиночку отправляется в бой с отцом. Гармадон, являющийся частью Они и дракона, высасывает жизненную силу Ллойда и раскрывает свой истинный тёмный потенциал. Ллойд теряет сознание. Благодаря силам стихий друзей и чаю Мистаке он вновь оживает, но уже без своей силы стихий. Тем временем Гармадон создаёт каменного великана (Колосса) и захватывает Ниндзяго-сити. Его каменный великан уничтожает корабль ниндзя с Каем, Джеем, Зейном, Коулом и Малышом Ву на нём, но экипаж корабля использует Чай Странника, подаренный Джею от Мистаке. Он переносит их в мир Они и Драконов. Ллойд думает, что его друзья погибли. Теперь задача ниндзя, застрявших в мире Они и Драконов, вернуться назад и свергнуть Лорда Гармадона!
9 сезон. «Загнанные» (2018)
Через неделю после событий 8 сезона Гармадон захватил Ниндзяго Сити. Сыновья Гармадона перекрыли все выходы из Ниндзяго и просматривают каждый квартал, чтобы найти Ллойда. В самом начале нам показывают тренировку Ллойда с целью возвращения к нему силы стихии. Тем временем Гармадон приказал Мистеру Э найти его сына и других сопротивляющихся его власти. В итоге, когда ниндзя выбегают из своего убежища и на них нападают Сыновья Гармадона, но на помощь приходят мастера стихий, а именно Скайлор, Карлофф, Шедоу, Нейро, Невидимка и Токс. Также к ним присоединяются П.И.В.В.Ж., Мисако, Дарет, Ния и Мистаке. Тем временем в Мире Они и Драконов Зейн, Кай, Коул и Джей пытаются починить Дар Судьбы, но ничего не получается. Подросший Ву хочет есть, и он с Коулом отправляется на поиски пищи. Там их встречает дракон, они убегают. Найдя пещеру с наскальными рисунками, говорят: «Похоже мы не одни разумные существа здесь». Кая, Джея и Зейна ловят Охотники на Драконов, а Коул и Ву в итоге маскируются под этих же охотников. Император Гармадон уничтожает Мистера Э, который не поймал зелёного ниндзя. Ллойд, по настоянию Мистаке, захватывает радиостанцию, транслируя видео о том, что жители Ниндзяго не должны сдаваться и произносит фразу, которая в итоге стала символом сезона «Сопротивление никогда не сдаётся!». В мире Ниндзяго в новом убежище Сопротивления происходит битва, при которой Мисако, Пиксел и мастеров стихий, кроме Скайлор, байкеры сажают в тюрьму Криптариум. В Мире Они и Драконов ниндзя высвобождаются из плена, но их находит Хэви-Метал, правая рука Железного Барона (главного охотника, который убил и сделал трон из костей Ультра Дракона), и в итоге оказывается, что это девушка по имени Фейт (в переводе с английского — «вера»). Она им помогает, а до её прихода Ву становится подростком. Герои вместе с Фейт сбегают на территорию Они, охотники с опасениями гонятся за ними на запретную территорию. Охотники узнают, что Фейт — предатель, и начинают погоню за ниндзя, в ходе которой Фейт берут в плен. В Ниндзяго Ллойд, Ния, Скайлор и Дарет спасаются после засады на убежище Сопротивления. На улицах разрушенного города они встречают говорящую крысу, которой оказывается Мистаке. Она открывает ниндзя свой секрет: Мистаке — демон Они, который столетиями живёт в Ниндзяго Сити. Она последовала за Первым Мастером Кружитцу и всей душой полюбила мир, который он создал. Молчаливая приходит к Гармадону и просит стать его дочерью. Император одобряет. Сопротивление ловит Харуми, а Мистаке в обличье Молчаливого вместе со Скайлор отправляется к Гармадону, чтобы мастер янтаря поглотила его силу для управления Колоссом. Настоящая Харуми сбегает и мешает плану Сопротивления: в ходе битвы между Мистаке, Скайлор и Сынами Гармадона, мастер янтаря дотрагивается до Императора и сбегает, а Мистаке погибает от рук Гармадона. В Первом Царстве ниндзя и Ву хотят спасти засыпанную песком Фейт, но попадают в засаду. Их привязывают к башне с цепями из мести-камня, поглощающим силы стихий. В этот момент у Ву снова происходит скачок роста, и он становится взрослым. Колосс, управляемый Скайлор, задевает здание с Харуми, и Молчаливая погибает. Скайлор отравляется силой Гармадона, который, потеряв приёмную дочь, гневается и начинает рушить город с новой силой. Маски ненависти и обмана разрушаются. Ву отводит Барона к Перворождённой (Матери всех драконов) и к золотой броне Первого Мастера Кружитцу. Железный Барон надевает на себя броню, но Перворождённая извергает на него пламя, заключая его в расплавленный металл. Охотники на драконов понимают, что Барон обманывал их, и освобождают ниндзя и Фейт. Взрослый Ву надевает на себя драконью броню и вместе с ниндзя на драконах улетает в Ниндзяго. Ния, Ллойд, Дарет и отравленная Скайлор встречают их. Финальную битву они посвящают Мистаке, которой они обязаны многим. В тюрьме Криптариум заключённые союзники ниндзя освобождаются. Благодаря навыкам использования драконьих гарпунов, полученных от Фейт, ниндзя, их союзники и Ву побеждают Колосса. Ллойд, сражаясь без боя, отнимает силу у Гармадона и возвращает свою. Гармадон мрачно предупреждает, что это ещё не конец, и когда придут Они, ничего не останется; только его сила могла сдержать их. Сыны Гармадона и сам Император заключены в Криптариум. Скайлор излечивается. Несколько дней спустя ниндзя и их друзья празднуют победу. Вечером уже постаревший Мастер Ву провожает Перворождённую в Мир Они и Драконов. Ллойд обеспокоен предупреждением Гармадона: «Действительно ли Они придут?»
10 сезон. «Марш Они» (2019)
После победы над Гармадоном в Ниндзяго воцарился мир и покой, однако не надолго. В башне Борга хранится кристалл миров, из которого начинают выходить Они — демоны в виде тёмного облака. Они распространяются по Ниндзяго, превращая людей в камень. Оказалось, что сил ниндзя не хватит для сражения с Они, и тогда ниндзя решают прибегнуть к крайним мерам: они на время освобождают Гармадона для того, чтобы он помог им в сражении с противниками. Ллойд вместе с Гармадоном отправляются в город и идут к башне Борга. Затем они заходят в комнату, где хранится кристалл миров чтобы его уничтожить, однако им мешает Омега (предводитель Они). В ходе небольшого сражения Ллойд получает Меч Святилища и с его помощью уничтожает кристалл миров, однако это не помогает. Омега призывает армию Они, и они преследуют Гармадона и Ллойда. Те убегают, однако быстро попадают в тупик. По чистой случайности Гармадон и Ллойд обнаруживают Золотую Броню Оверлорда из 3 — го сезона, и с её помощью отпугивают Они — демонов. Тем временем, ниндзя ловят сигнал из здания телевидения Ниндзяго и прилетают туда на Даре Судьбы, чтобы спасти выживших, однако в ходе спасательной операции Коул падает в тёмное облако. Ллойд и Гармадон вновь попадают в тупик, но тут их спасает П.И.В.В.Ж. Втроём они возвращаются на Дар Судьбы и узнают о несчастном случае с Коулом. Ния считает, что Коул «погиб» из — за неё, тут приходит Кай, и утешает её. Ния говорит Каю, что тот — мастер огня, а значит, он сможет переплавить броню Оверлорда обратно в золотые оружия, которые помогут ниндзя в сражении с демонами. В конце 97-го эпизода под названием «Падение» нам показывают Коула, лежащего на земле без сознания. К нему подползают щупальца они, и на этом 97-й эпизод обрывается. Затем ниндзя на Даре Судьбы возвращаются в монастырь и рассказывают Ву о том, что произошло с Коулом. Кай перековывает Золотую броню в золотые оружия. Тем времен Коул очнулся, починил свой передатчик (поломанный при падении) и вызывал свой бур. После Они приходят в монастырь, и начинается битва, в ходе которой возвращается Коул и Гармадон принимает свою истинную форму — форму Они. Затем ниндзя начинают сдавать позиции и заходят в монастырь. Джей решает, что это — его последний шанс и делает предложение Нии, на что она соглашается. Далее, когда Они врываются в монастырь, ниндзя используют Торнадо Создания и побеждают. Ллойд попадает в своеобразный мир (возможно, Мир Ушедших или промежуток между Ниндзяго и этим самым миром), где его встречает Первый Мастер Кружитцу и говорит, что тот должен выбрать: вернуться в Ниндзяго к своим друзьям или остаться с дедом. Ллойд выбирает первый вариант.
Гармадон уходит, а ниндзя празднуют победу и рисуют на стене рисунок изображающий торнадо создания. Затем нам показывают Перворождённую и надпись «Конец» на языке Ниндзяго. Эта надпись означает не конец всего сериала, а конец конкретно эпохи первоначальной команды режиссёров и главной сюжетной линии с Гармадоном, Они и Драконами.
11 сезон. «Тайны Запретного Кружитцу» (2019-2020)
«Огненная глава»
После недавней победы ниндзя совсем обленились, но мастер Ву решает исправить это. Он даёт им испытания. Вскоре ниндзя решаются взяться за дело. Целый день он рассказывает о древней пирамиде и говорит, что нужно быть ниндзя, чтобы зайти туда. Ниндзя собирают вещи и на Райском Уголке отправляются в пустыню судьбы. Там они встретили Клатча Пауэрса и убедили его зайти в пирамиду вместе с ними. В пирамиде их ждало не мало ловушек, но, упав в яму из-за одной неосторожности Джея, они нашли огромный древний пазл. Собрав его, они пробудили древнюю змеиную колдунью Асфиру. Забрав силу огня у Кая, она, пробудив свою армию, отправилась на поиски предателя. Ниндзя выбрались из ловушки, а Клатч Пауэрс улетает в город на лавовом камне, вскоре он падает и попадает в больницу. Но почтальон Нельсон и его подруга Антония узнали от него, что Ниндзя в опасности. Когда на обоих напали три стихийные кобры, Самурай X быстро побеждает их, а когда Нельсон и Антония передают предупреждение Клатча, то П.И.В.В.Ж, готовилась лететь на помощь на Шурилёте. Выбравшись, ниндзя стали спасать город. Но Кай чувствовал себя лишним, поскольку без силы он не мог сражаться. Асфира идёт в музей Ниндзяго, чтобы найти древнюю реликвию — Свиток Запретного Кружитцу. В итоге ей это удаётся. Далее выясняется, что предатель — это Ву, и Асфира совершает нападение на монастырь. В ходе битвы Зейн перехватывает нагинату со свитком Запретного Кружитцу, и замораживает врагов. Ниндзя радуются, однако в последний момент Асфира (будучи замороженной но с освобождённой левой рукой) использует свиток Запретного Кружитцу, перенося того в отдалённый мир «Никогда-королевство». Вскоре Ву узнаёт от Асфиры, что её план мести заключался в том, чтобы переместить Зейна (она вначале намерена была отправить туда самого Ву, чтобы причинить ему страдания но Зейн тогда заступился за мастера и подставив себя под удар) туда где Ву не сможет ему помочь. Ву сообщает ниндзя, что Зейн жив, и что он находится в Никогда-королевстве. Но при этом он запрещает им спасти его, так как это была его ошибка, и решать её тоже ему. Ночью Ллойд крадёт чай странника, и ниндзя при помощи свитка Запретного Кружитцу перемещаются в Никогда-королевство.
«Ледяная глава»
Ниндзя оказываются в Преисподнюю, но оказывается, что Райский уголок находится на горной платформе, откуда вскоре падает. Ниндзя успевают выбежать из транспортного средства, однако Коул теряет чай странника. Герои отправляются в путь в поисках разумных существ, но тут на них нападают волки. Те убегают, и вскоре встречаются с местными жителями, обитающими в Деревне Великого Озера. Затем на деревню нападают Вьюжные самураи, однако жители деревни не без помощи ниндзя отражают атаку, но один из самураев — Командир Гримфакс уничтожает очаг деревни, в результате чего все жители остаются без тепла, но Каю удаётся частично вернуть свои силы и разжечь огонь. Ллойд решает отправиться на поиски Зейна, которого Асфира в ходе битвы в монастыре перенесла в Никогда-королевство. После нескольких битв с самураями и волками Ллойд обнаруживает волка, который приводит его к Райскому Уголку. Так они ночуют, а на утро отправляются в путь. Тем временем Коул узнаёт о том, что в горах растёт чай странника, и отправляется туда, чтобы собрать его. Там он встречается с местным Йети — Крагом, после чего они добывают чай. Ния и Джей так же отправляются в горы за Коулом и узнают обо всём. Далее Ллойд узнаёт о том, что Ред (волк, который является его спутником) — формлинг, представитель вымершей расы своеобразных оборотней. К тому же его (а, вернее, её) зовут Акитой. Она рассказывает Ллойду свою печальную историю и то, что её брат Катару погиб от рук Ледяного Императора. В это время на деревню нападает Ледяной дракон Императора, который замораживает всех жителей. Ния, Джей, Коул и Краг возвращаются в деревню и узнают о случившемся, после чего решают пойти за Ллойдом. Далее Ллойд и Акита приближаются к дворцу Ледяного Императора, но вдруг видят дракона, который вырубает Акиту и забирает Ллойда к императору. Ния, Джей, Коул, Кай и Краг находят райский уголок и на нём отправляются во дворец Императора, попутно сражаясь с драконом. Оказывается, что в Преисподней время течёт быстрее, чем в ниндзяго. Ранее этим миром правил Гримфакс из династии королей Никогда-королевства. Однажды Хакс пришёл к нему и предложил уничтожить формлингов, но тот отказал. После попадания Зейна в этот мир он при помощи запретного Кружитцу перемещает мех в пещеру и там проводит диагностику системы, которую прерывает Хакс (нарочно выдернув кабель диагностики который Зейн подключил к своей голове), в результате чего Зейн теряет память (в начале диагностики компьютер озвучил предупреждение что в случае внезапного прерывания диагностики возможен сбой в системе или потеря памяти). Воспользовавшись потерей памяти Зейна, Хакс внушает ему, что он — император Никогда-королевства, и тот (Зейн) свергает Гримфакса, превращает всех воинов в ледяных самураев и понижает температуру во всём Никогда-королевстве. Ллойд, попав во дворец, узнаёт в императоре своего друга и пытается напомнить ему о том, кем он является, однако Зейн не слушает и бросает Ллойда в темницу. Там тот знакомится с Катару, который, как оказалось, жив. К ним приходит Гримфакс, котророму надоело правление Ледяного Императора. Он решает помочь Ллойду и Котару выбраться на свободу, и те намереваются свергнуть Зейна с престола. Тут в тронный зал врывается Акита и пытается убить Зейна. Тот замораживает её руку, но тут появляется Ллойд. Он пытается объяснить Аките, что Ледяной император — это Зейн. Далее следует битва, которую Ллойд проигрывает, но тут Векс говорит слово «защита» (если точнее то «ты не смог защитить своих друзей»), и к Зейну возвращается память (так как Зейн услышал слово Векса «защитить», а это слово послужило тригером для восстановления памяти). Далее Зейн уничтожает свиток, и Ниндзя возвращаются в Ниндзяго.
12 сезон. «Высшая Империя» (2020)
Механик со своей бандой устраивает рейд на один склад, где по велению своего босса Унагами находит игровую плату с игрой «Высшая империя». Ниндзя пытаются остановить их и в итоге плата попадает в их руки, а Механика отводят в полицейский участок. Ниндзя находят штаб Механика с игровым автоматом. Джей вставляет в автомат плату и игра запускается, а затем проносится алая волна, возвращающая игру на все игровые автоматы в городе. Играя Джей доходит до 13 уровня. Из автомата слышится голос игрового модератора: «Хотите войти в „Высшую империю“?». Джей соглашается и нажимает красную кнопку, после чего дверь автомата открывается. Джей входит в автомат и оказывается внутри игры. Там по мини-эпизодам его преследуют Красные визоры. Он скрывается от них и находит игрока-хакера Скотта, которого тоже преследуют. Джей помогает Скотту и они становятся друзьями. Позже скрываются в комуфляжном гараже. Другие Ниндзя, в реальности, связывают пропажу Джея с игровым автоматом. Они допрашивали Механика и даже отправились на Остров Дайер с ловушками перед особняком, чтобы узнать больше. Создателем игры был Милтон Дайер, но на острове встретили только Боба, стажёра компании. Он рассказал, что Милтон Дайер исчез 30 лет назад, когда игра «Высшая империя» так и не была выпущена, с ней что-то пошло не так, а он поклялся отомстить начальству. Они пробуют попасть в игру и дойти до 13 уровня на игровом автомате в Башне Борга. Механик тем временем ждал в Криптариуме, что Унагами включит открытие всех тюремных камер. Затем с Ультрафиолет и Капитаном Сото они пошли опережать Ниндзя в Башню Борга. Ниндзя отбиваются от толпы Механика и Коул доходит до 13 уровня. Ниндзя попадают в старую, легендарную игру Prime Empire, где должны будут найти Джея и остановить таинственного злодея Унагами. На них нападают Красные визоры, а после убегают двойными прыжками по крышам Технологического города. Им помогает Лига Джеев, команда Джея для борьбы с Унагами. Они помогают команде отбиться Красных визоров, а вскоре встречают того самого игрока Скотта, хакера и приятеля Джея. Он чуть не убил их из читерского оружия, но потом рассказывает им о выживании в этой игре, а Каю нужно быть предельно осторожным, поскольку у него осталась одна жизнь в игре. В конце концов Ниндзя находят Джея с аватаром Музыкального Мастера, который играл рок при других игроках. Ниндзя получают кибернетические костюмы, а также Игровое оружие: кусаригама Джея, катана Кая, сабля Ллойда и косы Коула и Нии. Через какое-то время они отправляются в локацию Лес Негодования, где встречают самурая Окино. Он искал достойных игроков и решительно отправился с Ниндзя добывать катана-ключ у босса. Ночью в лесу на них устраивают засаду Крысиная стая, фракция вредных игроков. один из них Риччи (Хауснер) попадает в плен и Ллойд с ним говорит. Риччи хочет показать один секрет, который скрывается за одним игровым глюком. Он приводит всех к глюку, который был порталом в секретную локацию, где попали в засаду Красных визоров. Ниндзя и Окино отбиваются, а затем идут в Утёсы Истерии. Там был торговец Проныра и у него можно было брать вещи. Ниндзя взяли лебёдки и использовали их, чтобы взобраться к Лабиринту Красного дракона. Окино водит Ниндзя по Лабиринту и доходят до босса в виде красного дракона, который охранял фиолетовый катана-ключ. Унагами ставит игру на паузу и следит за Окино, который был в страхе перед императором и что не может подвести его в миссии, помочь игрокам раздобыть катана-ключ. Император от лица чёрного дракона пригрозил, что если Окино подведёт императора, то ему грозит полный GAME OVER. Они побеждают его тем, что Джей сразу взял катана-ключ и поразил им слабое место босса, обнулив жизни. Сам дракон становится кибер-питомцем Джея, которого может вызвать в любой момент. Окино рад, что не подвёл императора Унагами и уходит с миром и спокойствием внутри. Ниндзя возвращаются в Технологический город для участия в Гонке «Speedway 5 000 000 000». Ниндзя отправляются в город Высшей империи, где им стоит выиграть гонку пяти миллиардов и добыть катана-ключ. Для этого им нужно заплатить роботу 1000 кредитов. Но Кай уже потратил свои деньги на новый аватар, а Джей на улучшение оружия. Ниндзя ищут способ найти деньги, и нашли. В городе было соревнование танцев и ниндзя решили участвовать в нему. Вдруг, туда пришли красные визоры. Пока Джей и Ния соревновались, Кай, Ллойд и Коул защитили их. Ниндзя выигрывают 500 кредитов. Они пошли к Скотту, у него было много техники. Пока остальные ниндзя ремонтировали транспорт, Ллойд побежал на автостраду. Там он увидел гонщицу Семь, но Скот говорит ему что она NPC, то есть часть игры и запрограммирована на проигрыш. Ллойд говорит, что Окино сломал свою программу и она тоже сможет. Он пошёл искать Седьмую. Он сказал ей всё как оно на самом деле, но она ему не верит. Но потом она подумала и пошла искать Ллойда. Когда она присоединилась к ним, они участвовали в гонке. И выиграли катана-ключ. Но Кай и Коул умерли в гонке. После этого они отправляются в тера-карану. Когда они дошли до храма безумия, Ллойд пожертвовал собой в битве с Харуми, а Ния в битве с Сушими. Джей отправляется в Ниндзяго и спасает всех, кто застрял в игре. Милтон Дайер усмиряет Унагами, взбешенного ИИ, и делает его добрым.
13 сезон. «Мастер Горы» (2020)
После событий предыдущих сезонов ниндзя вернулись в монастырь, где их ждала уйма работы. Мастер Ву сообщил Ллойду, что он уже чувствует свой возраст и что ниндзя больше не нуждаются в своём старом мастере. Тут к ним как раз приходит почтальон и приносит открытку с приглашением на день рождения принцессы Вании в Шинтаро. Мисако уговорила Ву, чтобы тот поехал с ниндзя. Подлетая к королевству, на ниндзя напали гигантские летучие мыши. Их спасают стражники короля Вангелиса. Ниндзя попадают во дворец. Коул знакомится с принцессой. Ллойд ей не доверяет из-за того, что случилось с Харуми. Коул говорит, что всё в порядке и ничего плохого не случится. Посреди ночи на Коула напал какой-то фиолетовый монстр, у которого на шее был медальон с фотографиями родителей Коула. Он разбудил всех. Никто не поверил Коулу в фиолетового монстра. По пути в комнату на Коула кто-то напал. Это оказалась принцесса. Она сказала Коулу, что фиолетовый монстр и в правду существует. Она показала ему вход в подземелья Шинтаро. Там Коула схватил Хранитель черепа и заставил работать. Вания побежала за помощью. Она рассказала ниндзя о том, что случилось с Коулом. Ниндзя направились в подземелья и тоже застряли в них. Ллойд понял, что они в этой шахте добывают местикамень и силы у них не работают. Коул познакомился с Мансом по имени Мёрт. И узнал, что они с Геклами враждуют. Мансы и геклы — жители подземелья. Однажды на них напал дракон. Но их спасла храбрая Гилли/Милли с помощью клинков избавления. Она вручила один клинок геклам, а другой мансам. Но клинки пропали и мансы с геклами начали воевать. Оказалось, что их украл Хранитель черепа. В итоге все ниндзя разделились, Кай стал предводителем геклов. Ния после битвы с королевой мансов за Джея одержала верх и стала новой королевой. Все встретились, на них напал Хранитель черепа и схватил их. А Коул тем временем выбрался на поверхность, но вернулся за друзьями. Он уничтожил череп, Хранитель уничтожил клинки избавления, Коул при помощи взрывного кружитцу победил. Вангелиса посадили в темницу. Вания стала королевой. Ниндзя на корабле улетели в неизвестном направлении.
Мини-сезон «Остров» (2021)
Клатч Пауэрс, его помощник, Мисако и Ву отправились в экспедицию на таинственный остров. Они оказались в плену Хранителей амулета. Ниндзя узнали об этом и решили спасти их. Они приезжают к единственному человеку, который выжил после острова — Нервному Тиму, и просят помочь. Тим соглашается, и команда прибывает на остров, но там на них нападают живые тотемы Хранителей и ловят. На свободе остаются только Ллойд и Тим. Ллойд при помощи дракона, живущего на острове, освобождает Кая, Коула, Зейна, Нию, Ву, Мисако, Клатча Пауэрса и его помощника. Они пытаются найти Джея, но когда Клатч пытается украсть древний амулет шторма, Хранители снова ловят их. Хранители решили отдать Джея в жертву Вохире — древнему духу грозы, чтобы он ушёл на дно и оставил их. Но ниндзя снова освобождаются и пытаются спасти Джея, атакую силуэт Вохиры в тумане. Но чудище утаскивает Джея. Ниндзя объединяются с Хранителями и проводят расследование. Они пробираются в логово Вохиры и понимают, что Вохира — лодка из дерева, а управляют ею сбежавшие преступники из тюрьмы Криптариум во главе с Ронином. Ниндзя, спасенный Джей и появившийся Нервный Тим останавливают злодеев, а затем Клатча Пауэрса, который снова пытается украсть амулет. В конце Ллойд размышляет о том, что Вохира может существовать. После этого нам показывают монстра, который лежит на дне бескрайнего океана…
14 сезон. «Морские границы» (2021)
Когда Ния теряет контроль над своими стихийными силами, ниндзя ищут ответы, которые могут быть у бывшего мастера воды, матери Нии. Мать Нии, Майя, приходит с советом о том, как восстановить контроль над силой Нии. Зейн и П.И.В.В.Ж. обнаруживают, что за беспорядками может быть что-то ещё. Ниндзя отправляются на миссию по раскрытию источника таинственного сигнала силы, который разрушает морскую жизнь и силу Нии. Ния и Майя обнаруживают источник энергетического импульса, влияющего на силу Нии, и сталкиваются лицом к лицу с новым опасным злодеем Кальмаром. В конце сезона Кальмар оказывается съеденным Вахирой, а Ния стала единой с океаном и покинула команду.
15 сезон. «Кристаллизованные» (2022)
Прошло года после того как слияния Нии с океаном и ухода в море, все ниндзя впадают в депрессию и считают, что без Нии они никто. Они начинают искать способ её воскрешения, из-за чего им приходится идти на преступления. В итоге они находят способ. Ниндзя освобождают Асфиру из тюрьмы Криптариум и крадут её нагинату, чтобы позже она могла забрать силу стихии у Нии. В итоге, когда у них это получилось, их ловят «новые» ниндзя, которые до этого опережали ниндзя несколько раз. Ниндзя приговаривают к заключению в тюрьме Криптариум. Находясь там, ниндзя узнают о неком «Хрустальном короле», который собирает бывших злодеев Ниндзяго в свой совет. Неожиданно, Ллойда посещает посланник того самого «Хрустального короля» в маске кабуки и грозит ему и ниндзя гибелью Ниндзяго. Ночью в камеру Пайтора проникают робо-пауки Хрустального короля. Они приносят ему сообщение от человека в маске кабуки, который предлагает ему вступить в "Совет Хрустального короля". После согласия робо-пауки высвобождают Пайтора из тюрьмы. В это же время, робо-пауки освобождают бывшего короля Шинтаро - Вангелиса из тюрьмы и приглашают Асфиру в совет. После этого ниндзя сбегают из тюрьмы используя тюремный автобус, на котором их привезли в тюрьму. В этом им помогают Дарет и Ния в костюме самурая X. Им удаётся сбежать, но за ними начинается погоня. Оторвавшись от погони, ниндзя надевают новое кимоно и идут через пустыню под палящем солнцем. По пути они встречают девушку Салли, которая помогает им проехать некоторое расстояние на своём миниавтобусе. После этого, ниндзя доходят до хижины Дëрганного Тима, который старается укрыть ниндзя от полиции, что у него не удаётся. 
Ниндзя сразу же едут в город и решают посетить Механика, надеясь, что пауки тоже за ним придут. Они хватают и связывают его, а Ллойд переодевается в Механика. Как и предполагали ниндзя, за «Механиком» приходят робо-пауки и отводят его под город, в одну из баз Хрустального короля. В это время, остальные ниндзя наблюдают за его местоположением, но сигнал пропадает и они его теряют. Однако освобождается настоящий Механик и уходит по следам Ллойда. За ним, настоящим Механиком, следят робо-пауки. Когда Ллойд приходит на совет Хрустального короля, он встречает там Мистера Ф (улучшенного Мистера Э) - члена сынов Гармадона, Пайтора, Вангелиса в новой маске и Асфиру. Он садится на оставшееся пятое место в совете и приходит посланник Хрустального короля с заявлением, что среди них есть самозванец. Все начинают обвинять друг друга, но посланник доказывает им, что это «Механик». Начинается битва, и злодеи побеждают Ллойда. Посланник снимает свою маску кабуки и под ней оказывается Харуми. Харуми рассказывает свою историю Ллойду от гибели родителей до воскрешения. Харуми воскрешается с помощью силы тьмы Хрустального короля а также она узнаёт личность Оверлорда. Она пошла в Храм Они и она открыла Портал в Хрустальный дворец. Сначала отказалась помогать Хрустальному Королю, но потом согласилась. Оверлорд приказал создать армию из Камня Возмездия. Были поставки из Шинтаро, но когда Вангелис (Хранитель Черепа) потерпел крах, она наладила поставки с помощью Мисс Преступление. Как дальше узнаётся, Ллойд искал Харуми, но она сбежала. Ллойд просит Харуми вернуться к добру, но она отказывается. Ллойд пытается сбежать, но был остановлен Мистером Ф, который выстрелил в него из хрустальной пушки. После того, как ниндзя (Кай, Зейн, Коул и Джей) сбежали из тюрьмы, полицейский МакБрэг приходит в монастырь и говорит Мастеру Ву, что он должен конфисковать «Дар Судьбы», так как ниндзя стали преступниками. Ву сначала отказался, но отдаёт МакБрэгу корабль. Он даёт Ву письмо, но оно оказалось вскрытым. Маршал говорит Ву, что теперь он должен посадить ниндзя в тюрьму, но старик пытается его переубедить, сказав, что ниндзя герои и много раз спасали город от несчастий. Но суровый полицейский не слушает Ву и сказал, что если он услышит от старика, хотя бы одну весточку о ниндзя, он его арестует. После этого МакБрэг прощается с Ву и уходит. А полицейские до сих пор не могут разобраться, как управлять кораблём. Ву приходит в монастырь, и П.И.В.В.Ж. говорит ему, что ниндзя находятся в подземном метро. Ву связывается с ниндзя и говорит, что МакБрэг забрал «Дар Судьбы», что шокирует команду. Тем временем Ллойд просыпается в клетке из камня возмездия и пытается вырваться из неё. Харуми говорит ему, что не стоит этого делать. Ллойд пытается убедить Харуми перейти на добрую сторону, что у него почти получается, но в итоге в неё вселяется дух Оверлорда и отказывается верить сыну  Гармадона, говоря, что Ллойд ничего не знает о ней. Тем временем Мистер Ф узнал где ниндзя, а Харуми решила их убить взрывом хрустальных пауков, которые оказались в пещере. Ниндзя шли по метро, ничего не подозревая о коварном плане Харуми. Но тут Мисако замечает пауков и говорит всем бежать, сказав, что они взорвутся. Ллойд говорит Харуми, чтобы она этого не делала, но она не слушает его и активирует пауков. Пауки взрываются, но ниндзя успели забежать в тот самый старый вагон, о котором ранее говорил Джей, но из-за взрыва он разваливается, но ниндзя каким-то чудом удаётся выжить. Харуми говорит Ллойду что его друзья погибли, и Ллойд плачет. В нём закипает тёмная энергия и Ллойд выбирается из клетки и нападает на Харуми, тем самым откинув Мистера Ф в сторону. Ллойд почти побеждает Харуми, но вовремя останавливается. Мистер Ф этим воспользовался и выстрелил в Ллойда из хрустальной пушки, тем самым обезвредив его. Харуми говорит Ллойду: «С возвращением, сын Гармадона!»
К счастью, Ниндзя смогли спастись в старом вагоне метро, о чем никто не догадывается. После этого, Харуми продолжает манипулировать Ллойдом, желая, чтобы вступил в Совет Хрустального короля. Однако узнав, что следующими в ее планах являются Ву, Ния и остальные, Ллойд дает волю своим эмоциям и получает силу Разрушения. Он вырывается из плена и наносит удар Харуми и Мистеру Ф., но вскоре приходит в себя и снова оказывается нейтрализован. Слова же Нефритовой принцессы оказались правдой: Асфира, Вангелис, Пайтор и Механик ворвались в Монастырь Кружитцу. Изначально защитники давали им отпор с помощью Мини-П.И.В.В.Ж., разработанных для создания техники, но это продолжалось не долго. Ву, Скайлор, П.И.В.В.Ж. и Ния были побеждены и спаслись из заминированного монастыря только благодаря одному из мини-дроидов, или в случае Нии, костюма Самурая X. Таким образом, Ниндзя потеряли не только свой дом, но и Золотое оружие, нужное для предстоящей церемонии.
Пока Ния вызволяла друзей из западни, а остальные обустраивали новую базу в Пещере Самурая X, она уже началась. В ходе церемонии было задействовано и кристаллизировано Оружие Кружитцу, а Оверлорд вновь принял свою материальную форму. Теперь Ниндзяго грозит огромная опасность. Хрустальный король поднял Храм Они, где располагался Совет, в небо, и кристаллизировал своих подданных, которые отныне стали сильнее и частично им управляются. Это должно было произвести впечатление на Сына Гармадона, чтобы он перешел на злую сторону. Однако Ллойд неожиданно смог выбраться из цепей и стал поспешно покидать Храм, высота которого над землей уже была слишком большой. Харуми и остальные участники Совета догнали Зеленого ниндзя, пытаясь убить его, но первая помешала этому и стала отговаривать его от возможных действий. Но Ллойд и в этот раз поступил непредсказуемо. Он спрыгнул с огромной высоты вместе с Харуми. Каждый раз после этих событий, держась вместе в джунглях, она пыталась убедить Ллойда в том, что сопротивление бесполезно, пока их не обнаружил Хрустальный совет. После этого, Зеленый ниндзя оказался окружен, но к нему на помощь прибыли его друзья. Однако узнав, что Оверлорд вернулся, они приняли решение отступить, ведь к этой битве они пока не готовы.
Чтобы вернуться, Кай, Зейн, Коул и Джей были вынуждены сразиться с Хрустальной армией. Во время битвы они узнали, какой эффект дают кристаллы. Они превращают людей в хрустальных зомби. Тем временем в Пещере Самурая X, Ву и Ллойд обращают внимание на странные вырезки из газет, которые поступают им уже несколько месяцев. Чтобы узнать отправителя, который, возможно, знал о возвращении Оверлорда, они обращаются к газетчикам и вскоре выясняют адрес. Прибыв на место, в назначенной квартире они увидели... Гармадона. С момента победы над Они он изменился и стал добрым. В этом ему помог Винни из новостей NGTV и подаренный им цветок — Кристоцвет. Гармадон даже дал клятву ненасилия, чтобы не ввязываться в новые битвы, но все изменило возрождение Оверлорда. Вторгнувшиеся в Ниндзяго-Сити Хрустальные самураи повредили его квартиру и Кристоцвет в момент разговора с Ву и Ллойдом. Ярость заставила Гармадона принять свою Форму Они и начать уничтожать армию Оверлорда. Именно тогда Ву увидел единственный способ победить Хрустальных самураев — принять Они внутри себя. Как оказалось, у всего есть своя противоположность, и у Силы, исходящей от Дракона тоже. Ллойд, являясь на половину Они, также может управлять своей злой частью, и для помощи ему, Гармадон пытается давать уроки. Несмотря на усилия, они не приносят успеха, а Ниндзя отправляются в город на новейшей технике, блокирующей действие кристаллов.
Но к тому времени большая часть жителей города, включая Новых ниндзя, уже были кристаллизированы. Ву вступил в битву с Оверлордом и потерпел в ней неудачу. Набравшись сил, Хрустальный король сосредоточил энергию и город оказался покрыт кристаллами, а Ниндзя повержены и разделены. Теперь на них велась охота. Ву после поражения от Оверлорда был спасен газетчиками и теперь вместе с ними организует Сопротивление. Джей спасает Нию и вместе с ней направляется к морю, чтобы попросить помощи у Бентомаара, ставшего королем Бескрайнего моря. П.И.В.В.Ж. находит Зейна в развалинах и держит курс на Башню Борга, чтобы тот смог его починить. В этом им помогли Заключённые Криптариума, в том числе Ронин, которые направились в город после нападения. Ллойд с отцом выбираются из уничтоженного «Дара судьбы». Вместе они спасают Ищейку МакБрэг и уходят в канализацию, чтобы попросить помощи у Серпентинов. По пути Гармадон продолжает объяснять сыну пользу Формы Они. Кай и Коул после аварии преследуются Пайтором, и оторваться от него друзьям помогает Скайлор. Услышав радиообращение Ву, они приходят к выводу, что он прячется у газетчиков, и вскоре они встречаются. Там же они находят Мисако, которая вернулась из Библиотеки Дому. Возможно, она знает как победить Хрустальных самураев.
Остальные Ниндзя также улавливают сигнал и узнают, что Ву находится у Газетчиков. Сайрус Борг предоставляет Киллоу, Ультрафиолет и Фуджи-птаху новую технику, а также восстанавливает Зейна. Однако попытки Ниндзя отправить сигналы бедствия Бентомаару, Серпентинам и Вании не увенчались успехом. Все участники Сопротивления возвращаются на склад. Там же Мастер Ву и Мисако рассказывают Ниндзя об особой Форме Дракона, предсказанной в Последнем пророчестве Куаниша Старшего. Чтобы ее обрести, нужно совершить ряд движений во время финальной битвы, которая начнется с минуты на минуту. Совет Хрустального короля вычислил укрытие ниндзя и направил туда все Хрустальное войско. Битва начинается, и Сопротивление должно изо всех сил защищать склад, пока Ллойд и Гармадон сражаются с Оверлордом. В этот момент на помощь Ниндзя прибыли все их союзники: они увидели их послание. Овладев Формой Дракона, Кай, Коул, Джей и Зейн направили свою силу и вернули Оружие Кружитцу в прежний вид. Таким образом, Хрустальные самураи были сломлены. Но все оказалось совсем наоборот. Оверлорд не хотел уничтожать Ниндзя. Он стремился завладеть силой Созидания.
В этот момент в Храме Они Оверлорд принимает свою сильнейшую форму и ранит Гармадона, а Харуми переходит на сторону добра, узнав, что он и погубил ее семью. Из-за смерти отца, Ллойд приходит в ярость и принимает Форму Они, хоть и не надолго. В этот момент остальные Ниндзя жертвуют Золотым оружием и своей Силой Стихий, чтобы создать Золотого Ультра Дракона. С его помощью Ллойд уничтожает Оверлорда, а после удостоверяется, что Гармадон жив. Весь город избавляется от кристаллизации и все празднуют победу. Наконец, Ниндзя вместе с друзьями отстраивают монастырь, а Кристоцвет расцветает. Добро восторжествовало.